# Сорокине (Білопільський район)
Соро́кине, — колишнє село в Україні, у Білопільському районі Сумської області. Підпорядковувалось Іскрисківщинській сільській раді.
1988 року рішенням Сумської обласної ради зняте з обліку.

## Географічне розташування
Село знаходилося за 0,5 км від села Іскрисківщина, на відстані 1,5 км від с. Кисла Дубина. Поруч пролягає залізниця, станція Платформа 312 км.